# Rodrigo de Moscoso
Rodrigo de Moscoso (m. 26 de abril de 1382). Fue un noble y eclesiástico castellano que llegó a ser arzobispo de Santiago de Compostela entre 1367 y 1382, y Notario mayor del reino de León. Era hijo de Sancho López de Moscoso.

## Orígenes familiares
Fue hijo de Sancho López de Moscoso y de una dama llamada María Fernández, según Jaime de Salazar y Acha, y aunque Eduardo Pardo de Guevara y Valdés no mencionó el nombre de su madre, sí coincidió con Salazar y Acha con respecto al nombre de su padre. Y según Pardo de Guevara Rodrigo de Moscoso habría sido nieto de Lope Pérez de Moscoso y de Mayor Fernández aunque, como dicho autor indicó, no hay ninguna prueba documental que lo corrobore.
Además, fue hermano de Alonso Sánchez de Moscoso, que fue obispo de Mondoñedo y arzobispo de Santiago de Compostela,
 del caballero Lope Pérez de Moscoso, que falleció hacia 1375, y también de Sancho Sánchez de Moscoso, que fue comendador mayor de Castilla en la Orden de Santiago y murió asesinado por orden de Pedro I de Castilla en 1367 tras haber sido capturado en la batalla de Nájera, donde luchó a favor de Enrique de Trastámara, aunque Pardo de Guevara y Valdés señaló simplemente que murió en 1367 en dicha batalla.

## Biografía

### Promoción al arzobispado de Santiago de Compostela (1367)

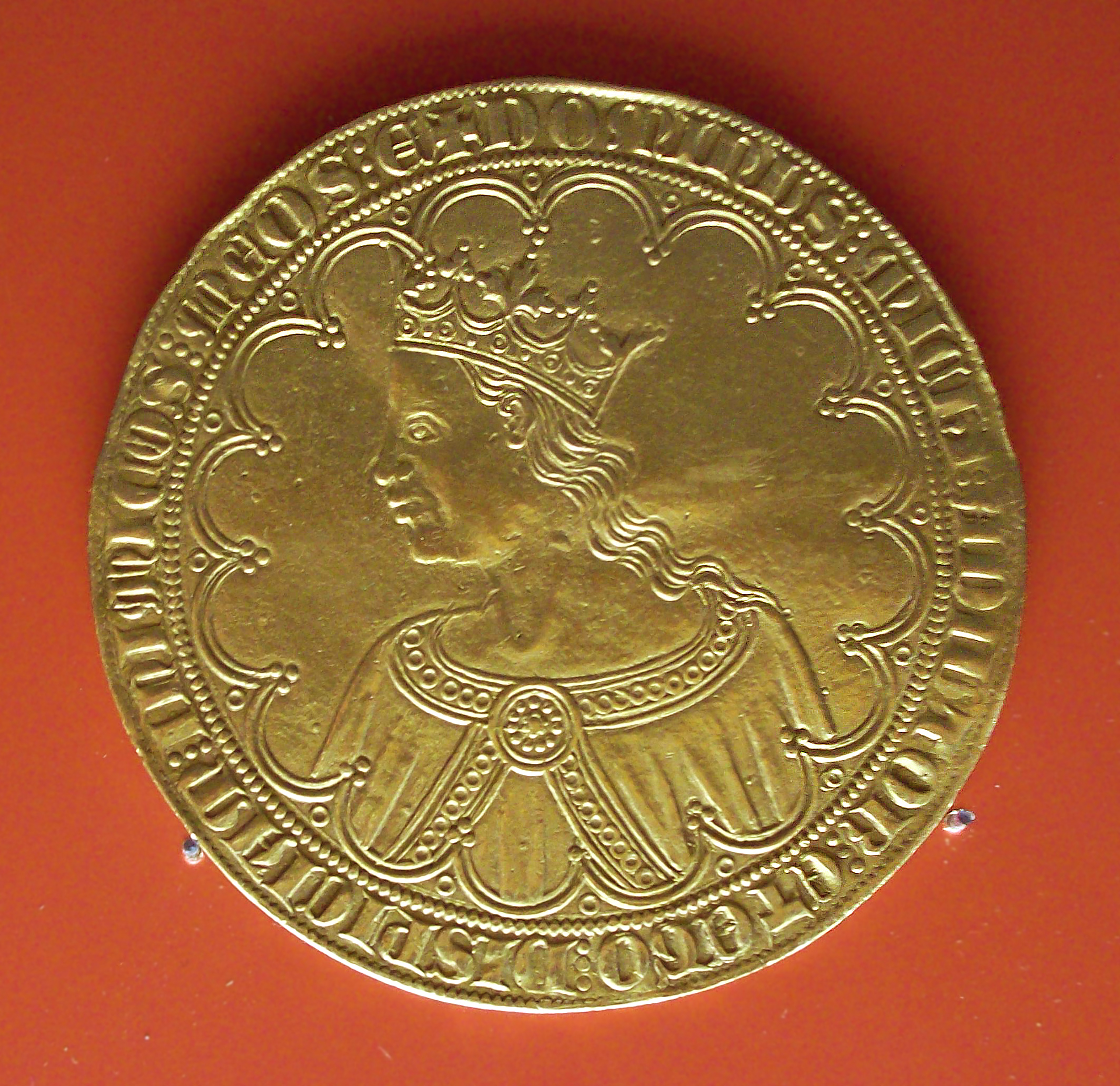
Gran dobla o dobla de a diez de Pedro I de Castilla, acuñada en Sevilla en 1360. (M.A.N., Madrid).

Se desconoce su fecha de nacimiento. Pardo de Guevara y Valdés señaló que los Moscoso, que llegarían a ostentar el título de condes de Altamira, eran una familia de «cierta relevancia, aunque relativamente moderna, y forjada al amparo» de los arzobispos de Santiago de Compostela.
Su hermano, Alonso Sánchez de Moscoso, fue nombrado arzobispo de Santiago de Compostela en 1366 y murió en el Tapal de Noya en 1367, por lo que su etapa como arzobispo duró algo menos de un año. Y tras la repentina muerte de su hermano, Rodrigo de Moscoso fue nombrado en 1367 arzobispo de Santiago de Compostela, debido a sus grandes cualidades «personales» y a su estrecho parentesco con su predecesor, como señaló Antonio López Ferreiro, aunque este último erró al afirmar que debió comenzar a ejercer su cargo a mediados de 1368. Y el 16 de diciembre de 1367 Rodrigo de Moscoso fue promovido a la dignidad de arzobispo de Santiago de Compostela, aunque la historiadora Ana Arranz Guzmán señaló que:

Su entrega al bando petrista desde los incicios de su gobierno invita a pensar que en su elección pudo haber mediado Pedro I. Además, resulta bastante indicativo que Urbano V informara de su nombramiento al rey castellano, según figura en el registro ya citado. Es cierto que lo habitual era comunicar al monarca, al cabildo, al clero de la diócesis, a los vasallos de la iglesia y al arzobispo correspondiente cuando se trataba de la promoción de un obispo sufragáneo, la decisión pontificia, pero también lo es que en los últimos
nombramientos analizados no se incluyeron las correspondientes notificaciones a Pedro I.

Entre finales de diciembre de 1367 y principios de febrero de 1380 Rodrigo de Moscoso fue sucesivamente el capellán mayor de los reyes Pedro I, Enrique II y Juan I de Castilla, y conviene señalar que, como indicó Francisco de Paula Cañas Gálvez, los titulares de ese cargo siempre fueron miembros del alto clero castellano durante la Baja Edad Media. Y tras ser designado arzobispo de Santiago de Compostela, Rodrigo de Moscoso «abrazó decididamente» la causa del rey Pedro I, como señaló López Ferreiro, aunque la situación de este último era cada vez más precaria, ya que el monarca:

No supo aprovecharse de la gran victoria obtenida en Nájera el 3 de Abril de 1367, permanecía descuidado y quedo en Sevilla, ciudad que le fué tan fatal, mientras tanto que su enemigo con actividad y ardor indecibles procuraba por todos medios hacerle impopular y aborrecible, y allegar fuerzas para entrar de nuevo en campaña. Al entrar la primavera del año 1368 ya D. Enrique se hallaba en disposición de poner sitio á la ciudad de Toledo.

Rodrigo de Moscoso empleó todo su prestigio y su inmenso poderío, como señaló López Ferreiro, a favor de la causa de Pedro I, y cuando este último advirtió «el nublado que se le venía encima», tal vez solicitó al arzobispo que viajara a Sevilla para acompañarle y prestarle ayuda. Y al llegar Rodrigo de Moscoso a Sevilla, escribió cartas a todos los caballeros y escuderos que «tenían préstamos de la Iglesia de Santiago» para ordenarles que viajaran a dicha ciudad y se pusieran al servicio del rey y del propio arzobispo por razón de las tierras y cotos que tenían en nombre de la archidiócesis compostelana.

### El final de la Guerra Civil Castellana (1368-1369)

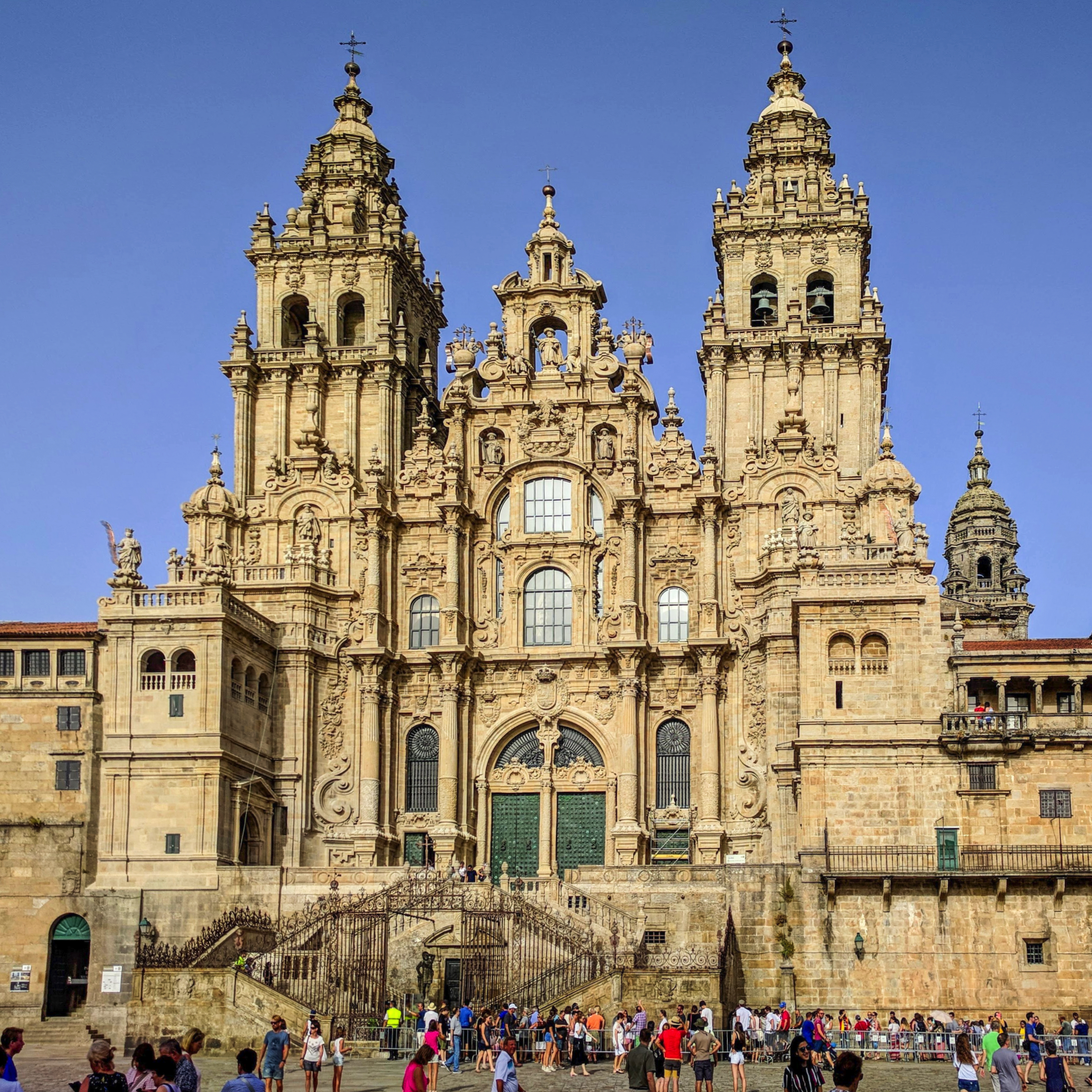
Fachada del Obradoiro de la catedral de Santiago de Compostela.

El 4 de febrero de 1368 Rodrigo de Moscoso se comprometió a abonar a la Cámara Apostólica la suma de 4.000 florines en concepto de los «servicios comunes», que consistían en que cada uno de los arzobispos, obispos o abades, en el momento de su elección, debía entregar a la mencionada Cámara un tercio de las rentas beneficiales anuales que percibiese en caso de que fueran superiores a la suma de cien florines. Pero además, el pago por los «servicios comunes» conllevaba el abono de los «cinco servicios menudos», de los que cuatro iban a parar a manos de los parientes y servidores del papa y el quinto a los miembros del Sacro Colegio Cardenalicio. Y el 4 de febrero de 1368 el arzobispo Moscoso también se comprometió a satisfacer la deuda de 1.320 florines que el arzobispo Suero Gómez de Toledo había contraído con la Cámara Apostólica y que no había podido ser abonada hasta entonces por la brevedad del pontificado de su hermano y predecesor en la archidiócesis compostelana, Alonso Sánchez de Moscoso.
Además, los caballeros y escuderos gallegos sujetos a las órdenes del arzobispo «se excusaron» de viajar a Sevilla para servir a Pedro I por temor a que se les obligase a permanecer lejos de sus tierras más tiempo del que «estaban obligados a servir». Y para despejar cualquier temor que esos caballeros pudieran albergar, Rodrigo de Moscoso solicitó al monarca que declarase que no era su deseo retenerles «por más tiempo del que estuviesen obligados a servir en la hueste», a menos que alguno de ellos deseara continuar a su servicio por libre voluntad.
Pedro I accedió a la petición del arzobispo y pronunció esa declaración, y un año después, el 20 de enero de 1369, el arzobispo Rodrigo hizo un nuevo llamamiento, y «al parecer» por medio de su hermano Lope Pérez de Moscoso, como señaló López Ferreiro, convocando a Sevilla a numerosos nobles, pero en esta segunda convocatoria ya hubo palabras de reproche y también «inquietud y desesperación ante el inminente desmoronamiento final» de la causa de Pedro I, como señaló Pardo de Guevara y Valdés. Y entre los caballeros y escuderos llamados a acudir a Sevilla figuraban:

Alvaro Pérez de Castro, Suero Gómez (Yañez?) de Parada, Andrés Sánchez de Gres, Pay Mariño, Pero Bermúdez Prego, Juan Pérez de Noboa, Andrés Sánchez de Gres, hijo, Juan Fernández de Sotomayor, Álvaro Fernández de Valladares, Arias González de Sotomayor, Fernán Pérez de Andrade, Pedro Yáñez Saraça, Pedro Fernández Churruchao, Alonso Gómez Churruchao, etc...

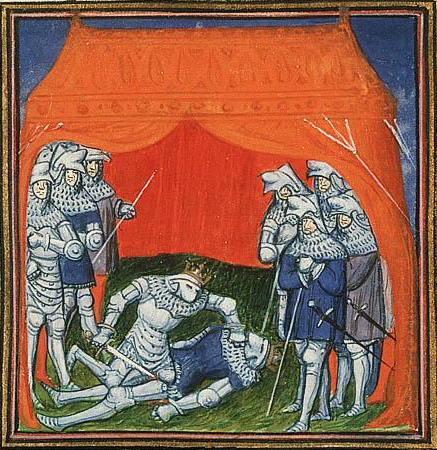
Miniatura medieval que representa el asesinato de Pedro I de Castilla.

López Ferreiro señaló que en enero de 1369 el magnate gallego Fernán Ruiz de Castro, que era conde de Trastámara, Lemos y Sarria y pertiguero mayor de Santiago, «ya debía» estar en Sevilla junto al rey Pedro I. Y el mismo historiador señaló que el llamamiento mencionado anteriormente fue leído públicamente entre el altar y el coro de la catedral de Santiago de Compostela el 15 de febrero de 1369 y «después de cantada» la hora prima. Pero López Ferreiro afirmó que ya «era demasiado tarde», pues el resultado de la contienda era claramente favorable a Enrique de Trastámara, quien en la noche del 22 al 23 de marzo de 1369 asesinó a su hermanastro Pedro I en Montiel y comenzó a reinar en Castilla como Enrique II, aunque algunos de los partidarios de su difunto hermano se negaron a reconocerle y lucharon contra él en diversas partes de Castilla, como Galicia.
El arzobispo Moscoso, que tal vez estaba en Sevilla cuando se produjo la derrota de Pedro I en la batalla de Montiel, o que volvió a dicha ciudad tras librarse esta última, «lamentó, sin duda, el triste desenlace de la cuestión», pero se vio obligado a reconocer como legítimo rey de Castilla a Enrique II. Y este último, a fin de conseguir que el prelado compostelano quedara más obligado hacia su persona, envió desde Sevilla el 2 de abril de 1369 una carta al concejo y al cabildo catedralicio de Santiago de Compostela para comunicarles que, «por hacer bien y merced» al arzobispo Rodrigo de Moscoso, confirmaba la posesión de este último sobre el señorío y los territorios de la Iglesia compostelana y también sobre «las torres de la Iglesia» y todas las demás posesiones incluidas en el señorío de los arzobispos para que las retuviera íntegramente y tal y como las habían tenido los arzobispos Berenguel de Landoria y Gómez Manrique.
Además, el monarca castellano, y para que todo lo anterior pudiera ser ejecutado prestamente y con mayor facilidad, despojó a Juan de Cayón del cargo de alcalde de la ciudad de Santiago, que ejercía en nombre del rey, y liberó al cabildo catedralicio compostelano «de todo» pleito homenaje que hubieran prestado a dicho alcalde por la posesión de la ciudad. Y Antonio López Ferreiro señaló que:

Juan de Cayón ya debió de ser puesto por el Rey D. Pedro ó por su mandatario D. Fernando de Castro después del asesinato del Arzobispo D. Suero. Lo que extraña es que se hable de homenaje prestado por el Cabildo sobre el señorío de la ciudad á otro que no fuera el Arzobispo; pero lo excepcional de las circunstancias explicará sin duda esta y otras extrañezas semejantes. Intimada la Carta del Rey D. Enrique, el Concejo se allanó á prestar al Arzobispo el homenaje que se le mandaba, pero con la declaración de que este homenaje no debía entenderse con los Arzobispos futuros; pues en la Carta del Rey sólo se hablaba del Arzobispo D. Rodrigo. Este disimuló por entonces, pero con la intención de obtener con el tiempo una declaración más explícita del Monarca.

### El reinado de Enrique II (1370-1379)

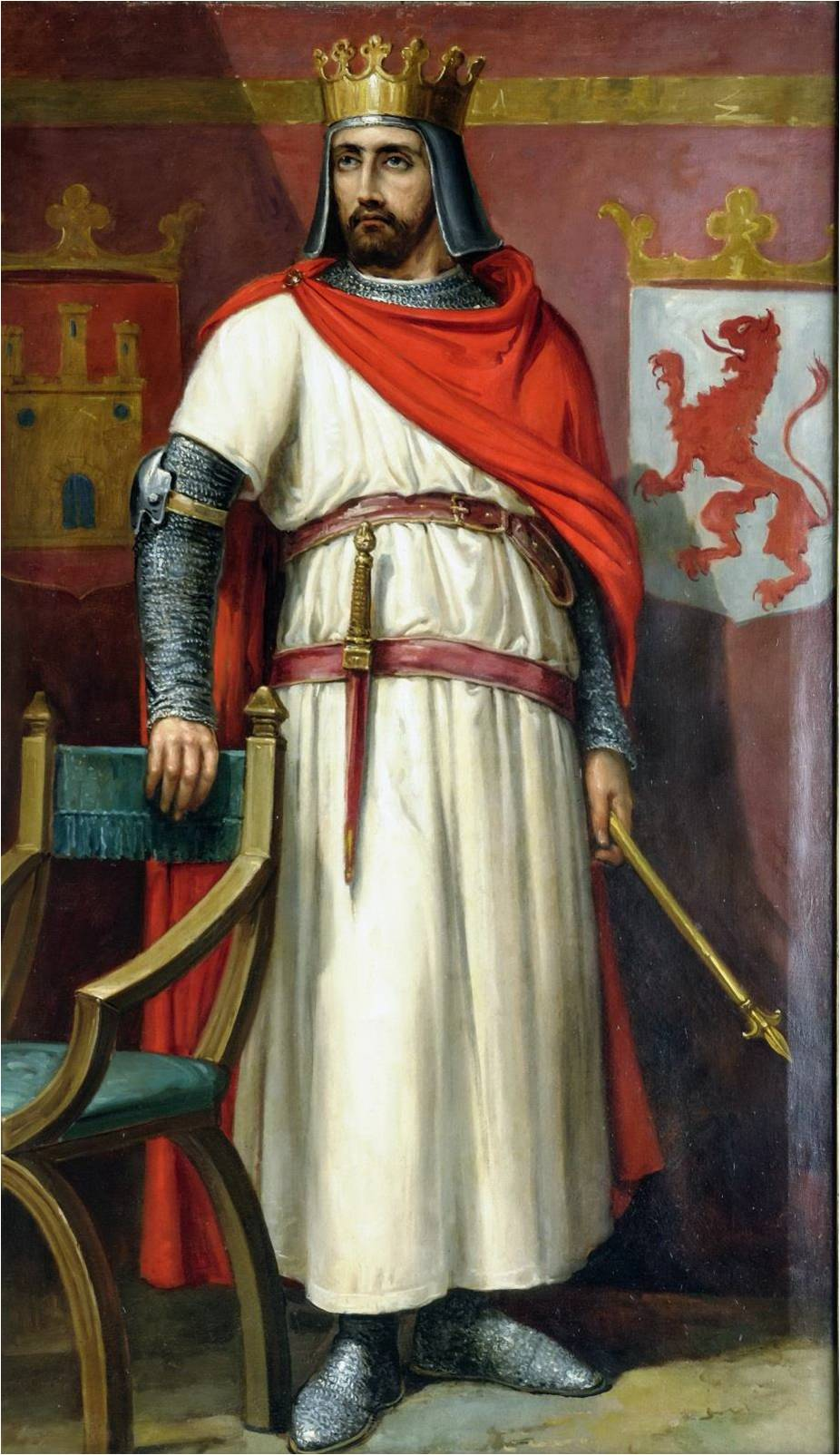
Retrato imaginario de Enrique II de Castilla. José María Rodríguez de Losada. (Ayuntamiento de León).

Entre 1370 y 1382 Rodrigo de Moscoso desempeñó el cargo de notario mayor del reino de León, y Cañas Gálvez subrayó el hecho de que tanto él como su sucesor al frente de la archidiócesis compostelana, Juan García Manrique, fueron capellanes mayores del rey y notarios mayores del reino de León, lo que requería una «preparación suficiente».
El 29 de enero de 1372 Rodrigo de Moscoso nombró pertiguero mayor de Santiago a Pedro Enríquez de Castilla, que era conde de Trastámara, Lemos, Sarria, Viana y El Bollo y nieto del rey Alfonso XI de Castilla, aunque hasta ese mismo año el cargo había sido ejercido por el conde Fernán Ruiz de Castro, y «la entrega de la pértica», como señaló Pardo de Guevara y Valdés, tuvo lugar en presencia del cabildo catedralicio compostelano y bajo las mismas condiciones con las que el arzobispo Berenguel de Landoria la había concedido en 1328, durante el reinado de Alfonso XI, al magnate Pedro Fernández de Castro.
La pertiguería mayor de Santiago había sido concedida tradicionalmente por los prelados compostelanos desde la época del arzobispo Diego Gelmírez a cualquier magnate o ricohombre que les prestara homenaje y se comprometiera a defender a la Iglesia compostelana, a la ciudad de Santiago, y a todo el territorio o señorío de los arzobispos de «cualquier ataque o desdén», como señaló Manuel de Castro. Y al mismo tiempo el cargo de pertiguero mayor convertía a su poseedor en «verdadero comendatario» de las grandes posesiones de los arzobispos compostelanos.
El 18 de febrero de 1372, hallándose Enrique II en Santiago de Compostela, ordenó al adelantado mayor de Galicia, Pedro Ruiz Sarmiento, y a los alcaides de los castillos de Rocos, Juvencos y Penacorneira que se abstuvieran de exigir los tributos de pasajes, rentas o pedidos a los «vasallos y hombres» del arzobispado de Santiago o de su cabildo catedralicio, y de obligarles a trabajar por la fuerza en las mencionadas fortalezas, ya que el arzobispo Moscoso y el deán y los demás miembros del cabildo catedralicio se habían quejado al monarca de los grandes agravios y daños que recibían por causa de todo ello.
La muerte del rey Enrique II, ocurrida a finales de mayo de 1379 en Santo Domingo de la Calzada, privó al conde Pedro Enríquez, como señaló Pardo de Guevara y Valdés, de su principal protector. Y el rey Juan I de Castilla, que fue el hijo y heredero de Enrique II, consideraba a su primo Pedro Enríquez, debido a sus enormes posesiones en Galicia, un grave riesgo «para la paz del Reino», por lo que se propuso acabar con sus ansias expansionistas.

### El problema de las encomiendas (1380)

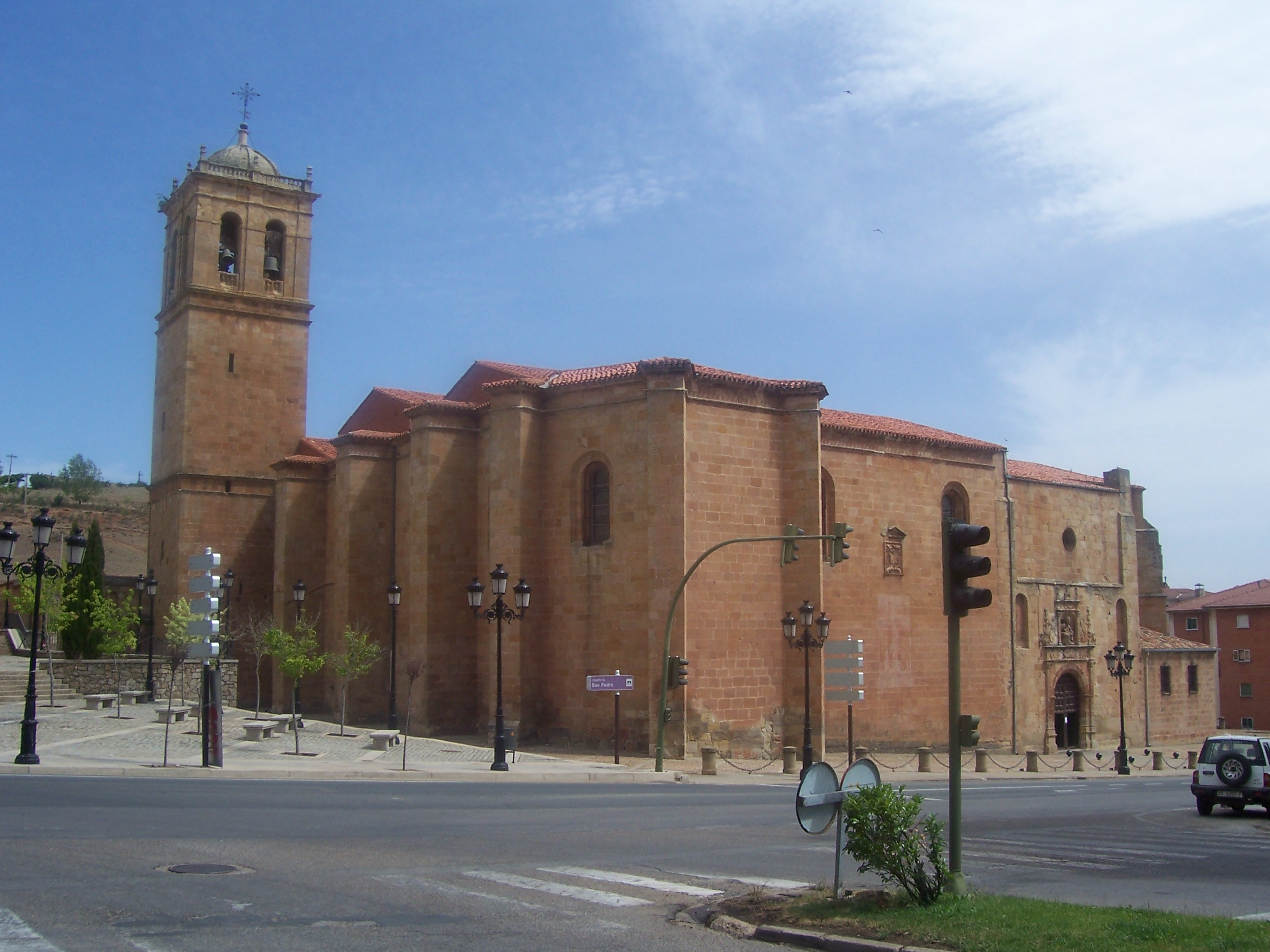
Concatedral de San Pedro de Soria. (Provincia de Soria).

En las Cortes de Soria de 1380, que se reunieron en el verano de ese año, el rey Juan I de Castilla, tras haber recibido numerosas quejas de los prelados del reino por causa de los abusos cometidos por los comenderos en los monasterios, estableció en qué casos las encomiendas gozarían de legitimidad, abolió la mayoría de las mismas, y conminó a todos los comenderos a que en el plazo de tres meses presentaran los títulos de las encomiendas ante un tribunal del que formaría parte el célebre cronista Pedro López de Ayala, Juan Martínez de Rojas, y los oidores Pedro Fernández de Burgos y Alvar Martínez de Villarreal, a fin de que los cuatro sentenciaran «con urgencia la validez o nulidad» de las quejas y demandas presentadas por los priores y abades del reino. 
Además, el historiador César Olivera Serrano señaló que Juan I «había decidido» abolir las encomiendas establecidas en numerosos monasterios de Asturias, Galicia, León y Castilla la Vieja, debido a los abusos cometidos en ellos por los comenderos, y que el tribunal mencionado anteriormente falló en la mayoría de los casos a favor de los cenobios.
A finales de diciembre de 1380 el rey tomó la decisión de tomar bajo su protección personal a muchos monasterios, y entre los días 22 y 28 de diciembre de ese mismo año se pronunciaron numerosas sentencias, de las que se conocen veintinueve, en las que se les ordenaba a numerosos magnates gallegos, entre los que figuraban los condes Pedro Enríquez y Alfonso Enríquez y Pedro Ruiz Sarmiento, adelantado mayor de Galicia, que abandonasen sus encomiendas, pero López Ferreiro señaló que como el mal estaba tan arraigado, las órdenes del rey surtieron poco efecto, ya que «los Grandes querían cobrarse del favor y ayuda que habían prestado á la nueva dinastía». Y otros autores también destacaron que las disposiciones del rey se limitaron a «buenas intenciones» con ausencia de efectividad real y de socorro a los monasterios.

### Conflictos con el conde Pedro Enríquez (1380-1382)

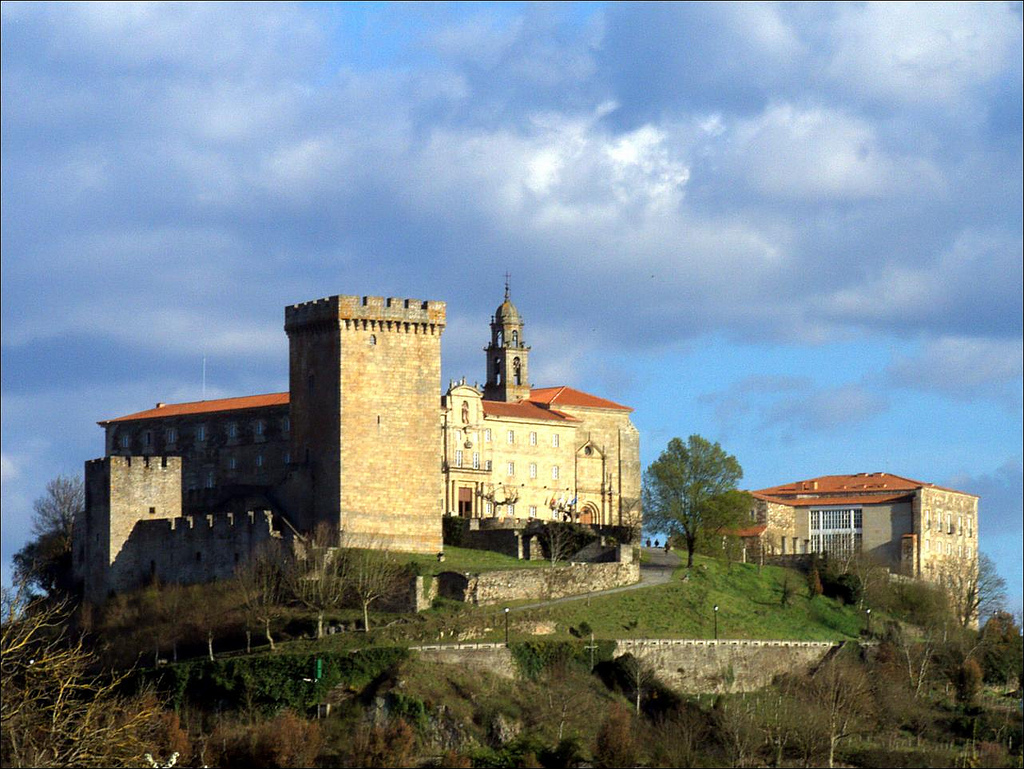
Castillo de Monforte de Lemos. (Provincia de Lugo).

En la década de 1380 el conde Pedro Enríquez cometió numerosos desafueros, crímenes, violencias y extorsiones en todo el territorio de la diócesis de Santiago de Compostela, de cuya tierra él era desde 1372 pertiguero mayor, y a pesar de que cuando fue designado por el arzobispo para ejercer este cargo se comprometió, entre otras cosas, a no tener vasallos ni en la ciudad de Santiago ni en su diócesis, a no poseer castillos ni casas fuertes ni a edificarlos en dicho territorio, y a no exigir tributos ni «pedidos» en el mismo, el conde quebrantó todas las disposiciones que había jurado cumplir y únicamente observó aquellas que podrían reportarle «algún beneficio».
Según consta en la sentencia emitida en 1383 en Valladolid por la que se despojó de la pertiguería mayor de Santiago al conde Pedro Enríquez, y que fue emitida durante el pontificado de Juan García Manrique y citada por Eduardo Pardo de Guevara y Valdés, el conde también quebrantó el juramento que le obligaba a «no tener posada ni casas de moradores» en tierras compostelanas y la de «no usar de jurisdicción alguna, ni de hacer justicia, ni de prender, ni matar, ni llagar, ni punir dentro de la dicha ciudad, villas y lugares del arzobispado».

De hecho, López Ferreiro consideró como una «furiosa persecución contra la Iglesia Compostelana» a los desmanes y violencias cometidos por Pedro Enríquez, que según dicho historiador aprovechó la debilidad mostrada en su opinión por Juan I de Castilla para, por ejemplo, imponer contra la ley tributos a los habitantes, entre otros lugares, de Santiago de Compostela, Pontevedra y Noya, o para exigir un real de plata por cada carga de vino que entrara en Santiago de Compostela. Y también hay constancia de que el conde, quebrantando con ello la disposición que le obligaba a no poseer castillos o casas fuertes en tierras de Santiago, reedificó por completo la llamada por López Ferreiro «famosa» torre de la Barreira, que estaba situada en la parroquia de San Martín de Riobó y cuya feligresía el conde había cedido en 1379 a su vasallo Ruy Soneira de Rioboo.

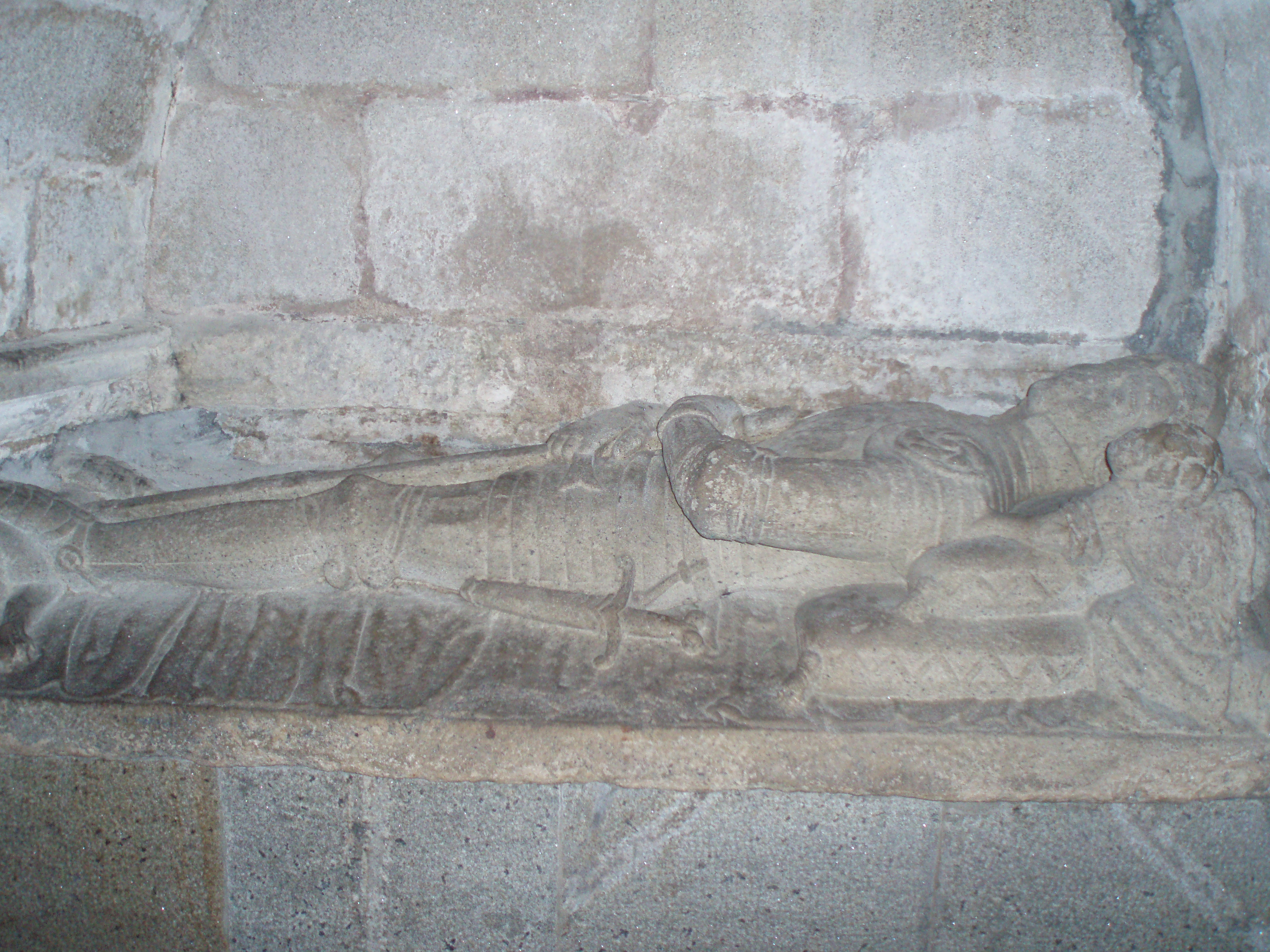
Sepulcro del conde Pedro Enríquez. (Iglesia de San Pedro de Lugo).

También hay constancia de que el conde Pedro Enríquez quebrantó las obligaciones de su cargo de pertiguero mayor de Santiago al ejercer algunos «actos de jurisdicción» en la zona de Tabeirós y en otras partes de la diócesis compostelana, al nombrar y destituir jueces «a su albedrío», y al apoderarse de una casa que el canónigo Rodrigo Rodríguez había cedido en 1375 a la diócesis de Santiago y que adaptó para utilizarla como morada propia, con lo que quebrantó una vez más las disposiciones que le obligaban a «no tener posada ni casas de moradores» en tierras compostelanas.
En una ocasión, como señaló Pardo de Guevara y Valdés, en que el arzobispo Rodrigo de Moscoso impidió al conde penetrar en la ciudad de Santiago, éste derribó la Puerta de Mamóa, que según dicho historiador era la más transitada por los compostelanos, y poco después se encontró personalmente con el arzobispo en el pórtico del Obradoiro y profirió contra el prelado toda clase de insultos e injurias. Y conviene señalar que el mismo historiador subrayó el hecho de que:

Lo que empujaba al nuevo conde de Trastámara y Lemos a combatir el poderío compostelano no era ya la necesidad de recursos económicos, sino que se había reactivado con más violencia todavía que antes la tradicional enemistad entre los arzobispos y el gran señor de Galicia. Los desmanes, pero sobre todo las insolencias y agravios, se harían cada vez más directos e hirientes para la dignidad de la Iglesia. La situación de ésta era, pues, verdaderamente trágica.

### Testamento y muerte (1382)
El arzobispo Rodrigo de Moscoso otorgó testamento el 26 de abril de 1382, y la historiadora Marta Cendón Fernández señaló que en él el prelado, además de insistir en la miseria propia de la «condición humana», manifestó sus dudas sobre la muerte, ya que el arzobispo consideraba, al igual que la mayoría de los prelados de su época, que «el hombre debe estar vigilante, pues no hay cosa más cierta que la muerte, ni más incierta que su llegada».

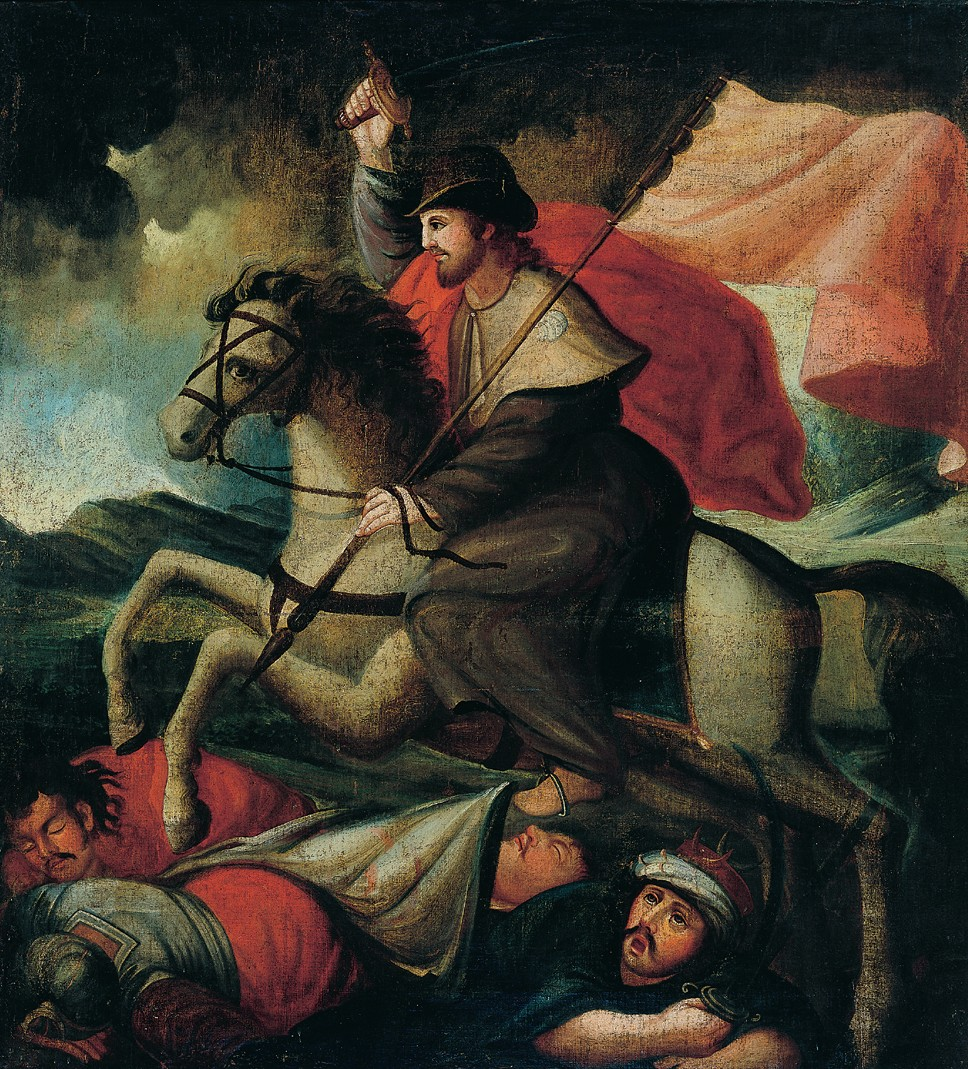
Santiago Matamoros. lienzo anónimo de la Escuela de Caracas de la segunda mitad del. (Galería de Arte Nacional de Caracas).

Es digno de mención el hecho de que el arzobispo, tras solicitar en su testamento las intercesiones de San Miguel Arcángel, San Francisco y del apóstol Santiago, manifestó su creencia en los credos Apostólico, Niceno y en el de Atanasio.
El prelado dispuso que su cadáver recibiera sepultura en el lugar que el cabildo catedralicio le había concedido para ello, y que estaba situado «delante del Crucifijo que coronaba la puerta principal del coro». Y al mismo tiempo el arzobispo fundó la capilla dos ferros, que se situaría en el trascoro de la catedral de Santiago de Compostela y «al lado opuesto» de la de Pedro Fernández de Castro, que era nieto de Sancho IV de Castilla y había sido mayordomo mayor del rey Alfonso XI y adelantado mayor de la frontera de Andalucía.
El patronato de la capilla fundada por el arzobispo Moscoso, que se sostendría con diversos bienes adquiridos por este en Pontevedra y en la parroquia de Santa María de Trazo, correspondería a su sobrino Lope Pérez de Moscoso, y el capellán de la misma sería Juan Yáñez, «que ya era» el capellán comensal del testador. Y el arzobispo legó a su capilla todos sus ornamentos y una cruz que le habían vendido los herederos de la reina Juana de Castro. Y al mismo tiempo el prelado ordenó que el recinto o «local» de su capilla debería cerrarse con una verja de hierro a semejanza de la que protegía la capilla de Pedro Fernández de Castro, y de ahí que recibiera el nombre de capilla de Nuestra Señora de «dos ferros».
El arzobispo Rodrigo de Moscoso falleció el día 26 de abril de 1382, el mismo día en que había otorgado testamento. Pero su muerte, como señaló Pardo de Guevara y Valdés, no impidió que el conde Pedro Enríquez continuara cometiendo desmanes y abusos tierras compostelanas y en toda Galicia. Y de hecho el conde, al que López Ferreiro calificó de «pérfido e ingrato», aprovechó el periodo de sede vacante en que se hallaba la Iglesia compostelana para proseguir con su campaña de desmanes, violencias y saqueos incluso contra los miembros del cabildo catedralicio compostelano.

## Sepultura

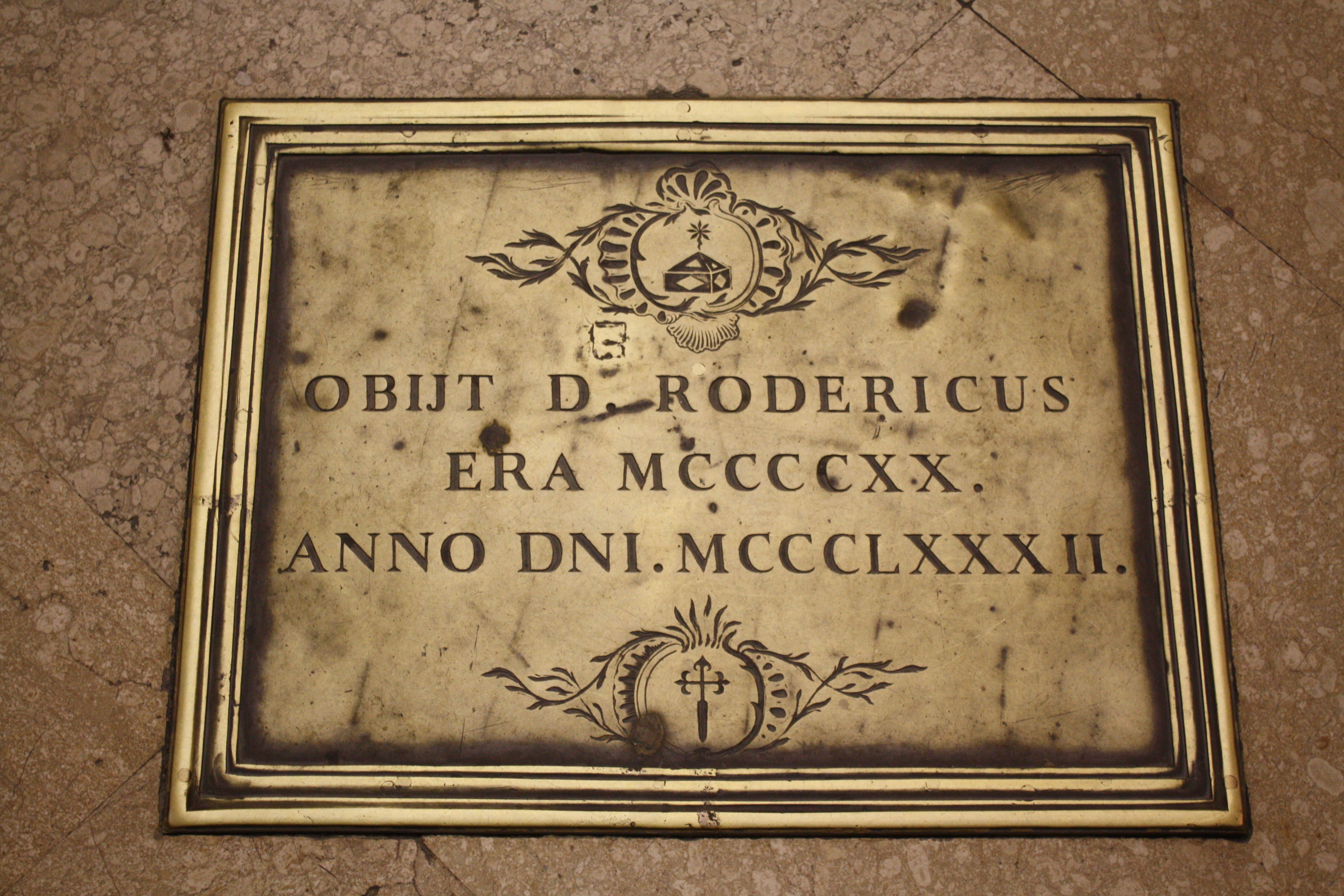
Tumba del arzobispo Rodrigo de Moscoso. (Catedral de Santiago de Compostela).

Fue sepultado, como señaló Antonio López Ferreiro, en su capilla de dos ferros de la catedral de Santiago de Compostela, y sobre su tumba se colocó el siguiente epitafio:

SAPIENS, LITERATURA POLLENS, FULGENTIA MORUM MANET HIC TUMULATUS PRAESUL, VÍCTOR VITIORUM, QÜI DIU HANC REGENS ECCLESlAM RODERICUS NOBILITATE FÜLGENS. FUIT CASTUS ATQÜE PUDICUS HIC PRAESUL DITAVIT, CLARA MEMORIA DIGNUS, ALTO HONORE FULTUS. PUIT PIUS ATQUE BENIGNUS. HUNC AD REGNA BEATA DUCAT ILLE PRECIOSUS XPISTUS. OBIIT D. RUDERICUS ERA MCCCCXX. ANNO DNI. MCCCLXXXH.

Sin embargo, la inscripción que se conserva en la actualidad no es la original, ya que fue renovada en 1776, como señaló López Ferreiro. Y actualmente la tumba del arzobispo Rodrigo de Moscoso se encuentra en el suelo del trascoro de la catedral y a «corta distancia» del altar de la Virgen de la Soledad.
| Predecesor: Alonso Sánchez de Moscoso | Arzobispo de Santiago de Compostela 1367 - 1382 | Sucesor: Juan García Manrique |
| Predecesor: Alonso Sánchez de Moscoso | Capellán mayor del rey 1367 - 1380              | Sucesor: Juan García Manrique |
| Predecesor: Fernán López              | Notario mayor del reino de León 1370 - 1382     | Sucesor: Juan García Manrique |